# Lepidochrysops oosthuizeni
Lepidochrysops oosthuizeni е вид насекомо от семейство Синевки (Lycaenidae). Видът е световно застрашен, със статут Уязвим.

## Разпространение
Разпространен е в Лесото и Южна Африка.